# Super Shore
Super Shore è un misto tra i due reality show Acapulco Shore e Gandía Shore trasmesso dal 3 febbraio 2016 su MTV, contemporaneamente in Spagna e America Latina. In Italia va in onda dal 19 aprile 2016 sempre su MTV. La terza edizione del programma è rinominata MTV Super Shore all'Italiana va in onda in prima visione mondiale su MTV Italia, questa edizione è la prima registrata in Italia, precisamente a Rimini.

## Cast

### Attuali[nonchiaro]membri del cast
| Nome                      | Conosciuto per                  | Età | Provenienza       | Citazione in Italiano |
| ------------------------- | ------------------------------- | --- | ----------------- | --- |
| Elettra Miura Lamborghini | Nipote di Ferruccio Lamborghini | 23  | Bologna           | "La matadora Italiana" T1 "Chiqui, chiqui, chiqui, chiqui"T2 "La matadora italiana è a casa belli"T3                                 |
| Igor Freitas              | Are You the One? Brasil         | 26  | Minas Gerais      | "Blablabla, blablabla, blablabla" T1 "Qui è un casino"T2 "Attenti a chiacchierare a chiacchierare, perché la verità viene a galla"T3 |
| Karime Pindter            | Acapulco Shore                  | 24  | Città del Messico | "Muovi i tacchi bella muovili" T1 "Bang Bang, hu hu"T2 "Sono più gatta che umana"T3                                                  |
| Luis "Potro" Caballero    | Acapulco Shore                  | 25  | Città del Messico | "Potro conquisterà le spagnole" T1 "Potro è fuori controllo"T2 "Una vacanza senza Potro, non è una vacanza"T3                        |
| Adela Hernández           | -                               | 22  | Valencia          | "Amori andiamo a fare festa, andiamo a fare festa!"T3                                                                                |
| Danik Michell             | Acapulco Shore                  | 21  | Monterrey         | "Che vada tutto bene senza intoppi"T3                                                                                                |
| Jaime "Ferre" Ferrera     | -                               | 23  | Huelva            | "Bella,uy"T3 |
| Isaac Torres              | -                               | 22  | Barcellona        | "Il lupo se le scopa tutte, auuuu"T3                                                                                                 |
| Paula González            | -                               | 21  | Madrid            | "Sarà davvero divino"T3 |
| Victor Ortiz              | Acapulco Shore                  | 26  | Chiapas           | "È arrivato il messicano con il chili più gustoso"T3                                                                                 |

### Ex membri del cast
| Nome                    | Conosciuto per                     | Età | Provenienza       | Citazione in italiano                                                             |
| ----------------------- | ---------------------------------- | --- | ----------------- | --------------------------------------------------------------------------------- |
| Abraham García          | Gandía Shore e Supervivientes 2014 | 25  | Madrid            | "Vedrai che ci scateniamo, sì sì alla grande" T1 "Ma cosa mi stai raccontando?"T2 |
| Arantxa Bustos          | Gandía Shore e Supervivientes 2015 | 25  | Madrid            | "Sono molto, ma molto romantica" T1 "Sono pazza d'amore"T2                        |
| Esteban Martínez        | Gandía Shore                       | 28  | Valencia          | "Uh, uh, uh. Che abbia inizio la follia" T1 "Achille è tornato"T2                 |
| Eva Kiwirose            | Super Shore Ouvre-Toi              | 23  | Tolosa            | "La vita non ha sapore, senza meloni"T3                                           |
| Fernando "Koko" Lozada  | Acapulco Shore                     | 26  | Città del Messico | "Dovrò insegnare a tutti come si rimorchia" T1 "Divertiamoci"T2                   |
| José Labrador           | Gandía Shore                       | 31  | Sagunto           | "Quando mi spoglio le ragazze si sciolgono"T2                                     |
| Manelyk "Mane" González | Acapulco Shore                     | 27  | Città del Messico | "Puro divertimento passerotti" T1 "Non sbaglio un colpo"T2                        |
| Talia Loaiza            | Acapulco Shore                     |     | Tepito            | "Ecco una vera bellezza messicana"T2                                              |

| Membri       | Membri     | Membri     | Membri     | Membri     | Membri     | Membri     | Membri     | Membri     | Membri     | Membri     | Membri     | Membri     | Membri     | Membri     | Membri     | Membri     | Membri     | Membri     | Membri     | Membri     | Membri     | Membri     | Membri     | Membri     | Membri     | Membri     | Membri     | Membri     | Membri     | Membri     | Membri     | Membri     | Membri     | Membri     | Membri     | Membri     | Membri     | Membri     | Membri     | Membri     | Membri     | Membri     | Membri     | Membri    |
| Partecipanti | Edizione 1 | Edizione 1 | Edizione 1 | Edizione 1 | Edizione 1 | Edizione 1 | Edizione 1 | Edizione 1 | Edizione 1 | Edizione 1 | Edizione 1 | Edizione 1 | Edizione 1 | Edizione 1 | Edizione 1 | Edizione 2 | Edizione 2 | Edizione 2 | Edizione 2 | Edizione 2 | Edizione 2 | Edizione 2 | Edizione 2 | Edizione 2 | Edizione 2 | Edizione 2 | Edizione 2 | Edizione 2 | Edizione 2 | Edizione 2 | Edizione 3 | Edizione 3 | Edizione 3 | Edizione 3 | Edizione 3 | Edizione 3 | Edizione 3 | Edizione 3 | Edizione 3 | Edizione 3 | Edizione 3 | Edizione 3 | Edizione 3 |           |
| Partecipanti | 1          | 2          | 3          | 4          | 5          | 6          | 7          | 8          | 9          | 10         | 11         | 12         | 13         | 14         | 15         | 1          | 2          | 3          | 4          | 5          | 6          | 7          | 8          | 9          | 10         | 11         | 12         | 13         | 14         | 15         | 1          | 2          | 3          | 4          | 5          | 6          | 7          | 8          | 9          | 10         | 11         | 12         | 13         |           |
| Elettra      |            |            |            |            |            |            |            |            |            |            |            |            |            |            |            |            |            |            |            |            |            |            |            |            |            |            |            |            |            |            |            |            |            |            |            |            |            |            |            |            |            |            |            |           |
| Caballero    |            |            |            |            |            |            |            |            |            |            |            |            |            |            |            |            |            |            |            |            |            |            |            |            |            |            |            |            |            |            |            |            |            |            |            |            |            |            |            |            |            |            |            |           |
| Karime       |            |            |            |            |            |            |            |            |            |            |            |            |            |            |            |            |            |            |            |            |            |            |            |            |            |            |            |            |            |            |            |            |            |            |            |            |            |            |            |            |            |            |            |           |
| Adela        |            |            |            |            |            |            |            |            |            |            |            |            |            |            |            |            |            |            |            |            |            |            |            |            |            |            |            |            |            |            |            |            |            |            |            |            |            |            |            |            |            |            |            |           |
| Danik        |            |            |            |            |            |            |            |            |            |            |            |            |            |            |            |            |            |            |            |            |            |            |            |            |            |            |            |            |            |            |            |            |            |            |            |            |            |            |            |            |            |            |            |           |
| Ferre        |            |            |            |            |            |            |            |            |            |            |            |            |            |            |            |            |            |            |            |            |            |            |            |            |            |            |            |            |            |            |            |            |            |            |            |            |            |            |            |            |            |            |            |           |
| Isaac        |            |            |            |            |            |            |            |            |            |            |            |            |            |            |            |            |            |            |            |            |            |            |            |            |            |            |            |            |            |            |            |            |            |            |            |            |            |            |            |            |            |            |            |           |
| Víctor       |            |            |            |            |            |            |            |            |            |            |            |            |            |            |            |            |            |            |            |            |            |            |            |            |            |            |            |            |            |            |            |            |            |            |            |            |            |            |            |            |            |            |            |           |
| Paula        |            |            |            |            |            |            |            |            |            |            |            |            |            |            |            |            |            |            |            |            |            |            |            |            |            |            |            |            |            |            |            |            |            |            |            |            |            |            |            |            |            |            |            |           |
| Ex membri    | Ex membri  | Ex membri  | Ex membri  | Ex membri  | Ex membri  | Ex membri  | Ex membri  | Ex membri  | Ex membri  | Ex membri  | Ex membri  | Ex membri  | Ex membri  | Ex membri  | Ex membri  | Ex membri  | Ex membri  | Ex membri  | Ex membri  | Ex membri  | Ex membri  | Ex membri  | Ex membri  | Ex membri  | Ex membri  | Ex membri  | Ex membri  | Ex membri  | Ex membri  | Ex membri  | Ex membri  | Ex membri  | Ex membri  | Ex membri  | Ex membri  | Ex membri  | Ex membri  | Ex membri  | Ex membri  | Ex membri  | Ex membri  | Ex membri  | Ex membri  | Ex membri |
| Membro       | Edizione 1 | Edizione 1 | Edizione 1 | Edizione 1 | Edizione 1 | Edizione 1 | Edizione 1 | Edizione 1 | Edizione 1 | Edizione 1 | Edizione 1 | Edizione 1 | Edizione 1 | Edizione 1 | Edizione 1 | Edizione 2 | Edizione 2 | Edizione 2 | Edizione 2 | Edizione 2 | Edizione 2 | Edizione 2 | Edizione 2 | Edizione 2 | Edizione 2 | Edizione 2 | Edizione 2 | Edizione 2 | Edizione 2 | Edizione 2 | Edizione 3 | Edizione 3 | Edizione 3 | Edizione 3 | Edizione 3 | Edizione 3 | Edizione 3 | Edizione 3 | Edizione 3 | Edizione 3 | Edizione 3 | Edizione 3 | Edizione 3 |           |
| Membro       | 1          | 2          | 3          | 4          | 5          | 6          | 7          | 8          | 9          | 10         | 11         | 12         | 13         | 14         | 15         | 1          | 2          | 3          | 4          | 5          | 6          | 7          | 8          | 9          | 10         | 11         | 12         | 13         | 14         | 15         | 1          | 2          | 3          | 4          | 5          | 6          | 7          | 8          | 9          | 10         | 11         | 12         | 13         |           |
| Igor         |            |            |            |            |            |            |            |            |            |            |            |            |            |            |            |            |            |            |            |            |            |            |            |            |            |            |            |            |            |            |            |            |            |            |            |            |            |            |            |            |            |            |            |           |
| Arantxa      |            |            |            |            |            |            |            |            |            |            |            |            |            |            |            |            |            |            |            |            |            |            |            |            |            |            |            |            |            |            |            |            |            |            |            |            |            |            |            |            |            |            |            |           |
| Abraham      |            |            |            |            |            |            |            |            |            |            |            |            |            |            |            |            |            |            |            |            |            |            |            |            |            |            |            |            |            |            |            |            |            |            |            |            |            |            |            |            |            |            |            |           |
| Mane         |            |            |            |            |            |            |            |            |            |            |            |            |            |            |            |            |            |            |            |            |            |            |            |            |            |            |            |            |            |            |            |            |            |            |            |            |            |            |            |            |            |            |            |           |
| Esteban      |            |            |            |            |            |            |            |            |            |            |            |            |            |            |            |            |            |            |            |            |            |            |            |            |            |            |            |            |            |            |            |            |            |            |            |            |            |            |            |            |            |            |            |           |
| Fernando     |            |            |            |            |            |            |            |            |            |            |            |            |            |            |            |            |            |            |            |            |            |            |            |            |            |            |            |            |            |            |            |            |            |            |            |            |            |            |            |            |            |            |            |           |
| Jawy         |            |            |            |            |            |            |            |            |            |            |            |            |            |            |            |            |            |            |            |            |            |            |            |            |            |            |            |            |            |            |            |            |            |            |            |            |            |            |            |            |            |            |            |           |
| Talía        |            |            |            |            |            |            |            |            |            |            |            |            |            |            |            |            |            |            |            |            |            |            |            |            |            |            |            |            |            |            |            |            |            |            |            |            |            |            |            |            |            |            |            |           |
| Labrador     |            |            |            |            |            |            |            |            |            |            |            |            |            |            |            |            |            |            |            |            |            |            |            |            |            |            |            |            |            |            |            |            |            |            |            |            |            |            |            |            |            |            |            |           |
| Eva          |            |            |            |            |            |            |            |            |            |            |            |            |            |            |            |            |            |            |            |            |            |            |            |            |            |            |            |            |            |            |            |            |            |            |            |            |            |            |            |            |            |            |            |           |
| Invitati     | Invitati   | Invitati   | Invitati   | Invitati   | Invitati   | Invitati   | Invitati   | Invitati   | Invitati   | Invitati   | Invitati   | Invitati   | Invitati   | Invitati   | Invitati   | Invitati   | Invitati   | Invitati   | Invitati   | Invitati   | Invitati   | Invitati   | Invitati   | Invitati   | Invitati   | Invitati   | Invitati   | Invitati   | Invitati   | Invitati   | Invitati   | Invitati   | Invitati   | Invitati   | Invitati   | Invitati   | Invitati   | Invitati   | Invitati   | Invitati   | Invitati   | Invitati   | Invitati   | Invitati  |
| Membro       | Edizione 1 | Edizione 1 | Edizione 1 | Edizione 1 | Edizione 1 | Edizione 1 | Edizione 1 | Edizione 1 | Edizione 1 | Edizione 1 | Edizione 1 | Edizione 1 | Edizione 1 | Edizione 1 | Edizione 1 | Edizione 2 | Edizione 2 | Edizione 2 | Edizione 2 | Edizione 2 | Edizione 2 | Edizione 2 | Edizione 2 | Edizione 2 | Edizione 2 | Edizione 2 | Edizione 2 | Edizione 2 | Edizione 2 | Edizione 2 | Edizione 3 | Edizione 3 | Edizione 3 | Edizione 3 | Edizione 3 | Edizione 3 | Edizione 3 | Edizione 3 | Edizione 3 | Edizione 3 | Edizione 3 | Edizione 3 | Edizione 3 |           |
| Membro       | 1          | 2          | 3          | 4          | 5          | 6          | 7          | 8          | 9          | 10         | 11         | 12         | 13         | 14         | 15         | 1          | 2          | 3          | 4          | 5          | 6          | 7          | 8          | 9          | 10         | 11         | 12         | 13         | 14         | 15         | 1          | 2          | 3          | 4          | 5          | 6          | 7          | 8          | 9          | 10         | 11         | 12         | 13         |           |
| Chloe        |            |            |            |            |            |            |            |            |            |            |            |            |            |            |            |            |            |            |            |            |            |            |            |            |            |            |            |            |            |            |            |            |            |            |            |            |            |            |            |            |            |            |            |           |
| Kyle         |            |            |            |            |            |            |            |            |            |            |            |            |            |            |            |            |            |            |            |            |            |            |            |            |            |            |            |            |            |            |            |            |            |            |            |            |            |            |            |            |            |            |            |           |
| Brenda       |            |            |            |            |            |            |            |            |            |            |            |            |            |            |            |            |            |            |            |            |            |            |            |            |            |            |            |            |            |            |            |            |            |            |            |            |            |            |            |            |            |            |            |           |
| Tadeo        |            |            |            |            |            |            |            |            |            |            |            |            |            |            |            |            |            |            |            |            |            |            |            |            |            |            |            |            |            |            |            |            |            |            |            |            |            |            |            |            |            |            |            |           |
| ------------ | ---------- | ---------- | ---------- | ---------- | ---------- | ---------- | ---------- | ---------- | ---------- | ---------- | ---------- | ---------- | ---------- | ---------- | ---------- | ---------- | ---------- | ---------- | ---------- | ---------- | ---------- | ---------- | ---------- | ---------- | ---------- | ---------- | ---------- | ---------- | ---------- | ---------- | ---------- | ---------- | ---------- | ---------- | ---------- | ---------- | ---------- | ---------- | ---------- | ---------- | ---------- | ---------- | ---------- | --------- |

Informazioni
     = "Il partecipante" è comparso in questo episodio.
     = "Il partecipante" arriva in casa.
     = "Il partecipante" lascia la casa per sua volontà.
     = "Il partecipante" lascia la casa per motivi medici.
     = "Il partecipante" è comparso in questo episodio, ma fuori dalla casa.
     = "Il partecipante" lascia lo show.
     = "Il partecipante" è stato rimosso dallo show.
     = "Il partecipante" non è presente in questo episodio.
     = "Il partecipante" compare in questo episodio speciale.
     = "Il partecipante" di un altro Shore è comparso come invitato speciale.

## Edizioni
| Edizione         | Puntate | Prima TV originale | Prima TV Italia |
| ---------------- | ------- | ------------------ | --------------- |
| Prima edizione   | 15      | 2016               | 2016            |
| Seconda edizione | 15      | 2016               | 2017            |
| Terza edizione   | 13      | 2017               | 2017            |